# Comuna Saltîkove, Konotop
Saltîkove (în ucraineană Салтикове) este o comună în raionul Konotop, regiunea Sumî, Ucraina, formată din satele Rokîtne și Saltîkove (reședința).

## Demografie
Componența lingvistică a comunei Saltîkove
     Ucraineană (97,62%)
     Rusă (1,49%)
     Alte limbi (0,5%)
Conform recensământului din 2001, majoritatea populației comunei Saltîkove era vorbitoare de ucraineană (97,62%), existând în minoritate și vorbitori de rusă (1,49%).